# Avenida Massachusetts (línea Naranja)
Avenida Massachusetts es una estación en la línea Naranja del Metro de Boston. La estación se encuentra localizada en 380 Avenida Massachusetts en Boston, Massachusetts. La estación Avenida Massachusetts fue inaugurada el 4 de mayo de 1987. La Autoridad de Transporte de la Bahía de Massachusetts es la encargada por el mantenimiento y administración de la estación. 

## Descripción
La estación Avenida Massachusetts cuenta con 1 plataforma central y 2 vías. 

## Conexiones
La estación es abastecida por las siguientes conexiones: 
- Rutas de autobuses: 1, CT1